# Relight My Fire
Singles de Dan Hartman
Boogie All Summer
(1979) It Hurts to Be in Love
(1980)
Relight My Fire est une chanson écrite et initialement enregistrée par le chanteur américain Dan Hartman. En 1979, il l'a sortie en single et sur l'album intitulé Relight My Fire.

## Version de Take That
Singles de Take That featuring Lulu
Pray
(1993) Babe
(1993)
Clip vidéo
[vidéo] « Relight My Fire », sur YouTube
La chanson a été notamment reprise par le boys band anglais Take That. Leur version, enregistrée avec la chanteuse écossaise Lulu (en featuring), est incluse dans le deuxième album de Take That, Everything Changes, sorti (en Royaume-Uni) le 11 octobre 1993.
Le 7 octobre 1993, une semaine avant la sortie de l'album, la chanson a été publiée en single. (C'était le troisième single de cet album, après Why Can't I Wake Up with You et Pray.)
Le single a débuté à la 1re place du hit-parade britannique et gardé cette place une semaine de plus.

## Version de Ricky Martin
Singles par Ricky Martin
Come to Me
(2002) Tal vez
(2003)
En 2003, la chanson a été reprise par Ricky Martin avec Loleatta Holloway.